# Daniel Bodi
Daniel Bodi (né en 1956) est un historien français, professeur d'histoire des religions à l'université Paris-Sorbonne.

## Formation
En 1980, Daniel Bodi a obtenu un Master of Arts en Ancien Testament et langues sémitiques au Fuller Theological Seminary. Depuis 1983, Bodi est titulaire d'un doctorat en théologie protestante de l'Ancien Testament de l'université de Strasbourg avec la thèse The Yahweh War Accounts, avec son mentor Jean-Georges Heintz. En 1986, il a obtenu un M.Phil. en Bible hébraïque et langues sémitiques à l'Union Theological Seminary de New York. Depuis 1988, Bodi est titulaire d'un doctorat de l'Union Theological Seminary de New York, avec une thèse intitulée Terminological and Thematic Comparisons Between the Book of Ezekiel and Akkadian Literature With Special Reference to the Poem of Erra (Comparaisons terminologiques et thématiques entre le livre d'Ezéchiel et la littérature akkadienne, avec une référence particulière au poème d'Erra). Depuis 1996, il est titulaire de l'habilitation à diriger des recherches à l'Université Paris-Sorbonne avec la thèse La poétique du livre d'Ézéchiel : philologie, herméneutique analogique et histoire des traditions.

## L'enseignement
De 1993 à 2017, Bodi a été professeur adjoint d'akkadien au département d'histoire de l'Université de Strasbourg. De 1998 à 2011, il a été professeur associé à l'École d'études orientales de Paris, Institut national des langues et civilisations orientales (INALCO). De 2010 à 2015, il a été professeur associé à l'Université Sorbonne Nouvelle. De 2011 à 2015, Bodi est professeur de Bible hébraïque et de langues sémitiques à l'Université Paris 8 Vincennes-Saint-Denis. Depuis l'automne 2015, Bodi est professeur d'histoire des religions de l'Antiquité à l'Université Paris-Sorbonne. Depuis 2015, Bodi est professeur adjoint d'hébreu biblique à l'Institut catholique de Paris.

## Sources
- BAS Library, « Daniel Bodi », Biblical Archaeology Society
- Daniel BODI, Orient & Méditerranée (lire en ligne)
- James K. Aitken, Jeremy M. S. Clines et Christl M. Maier, Interested Readers: Essays on the Hebrew Bible in Honor of David J.A. Clines, Society of Biblical Literature, 2013 (ISBN 9781589839250)
- Marzena Zawanowska et Mateusz Wilk, The Character of David in Judaism, Christianity and Islam: Warrior, Poet, Prophet and King, vol. 29, Brill, coll. « Themes in Biblical Narrative », 29 novembre 2021 (ISBN 978-90-04-46597-8, DOI 10.1163/9789004465978)